# ヴィルピ・スータリ
ヴィルピ・マーリット・スータリ（Virpi Maarit Suutari、1967年4月21日 - ）は、フィンランドのドキュメンタリー映画監督であり、2012年からの2016年まで芸術教授を務めた。スータリは2008年ににDocPoint – ヘルシンキ・ドキュメンタリー映画祭の芸術監督も務めた。彼女は2021年にスオミ賞を受賞した。スータリは3回最優秀ドキュメンタリー映画賞 (ユッシ賞)を受賞しており、そのうちの1つはスサンナ・ヘルケと共同で制作した2001年の映画「ジョウティラート」である。スータリが監督したドキュメンタリー「アアルト」（2020年）は、最優秀音楽賞と最優秀編集賞を受賞した。また、「イェッテヤ」と「エデニスト・ポフョイセン」もサンナ・サルメンカリオによる音楽で最優秀音楽賞を受賞している。
スータリはラップランド大学の名誉博士（2019年）を務める。

## 経歴と生涯
スータリは1990年代初頭に記者としてキャリアを開始し、1992年から2004年まで「ヘルシンキ・サノマット」や「イマージュ」などにコラムを寄稿していた。彼女は1996年に批評のカンヌクセットを受賞した。
スータリとスサンナ・ヘルケの共同作業は1996年の映画「シンティ - 日常の罪についてのドキュメンタリー」から始まった。この映画は、彼女たちが芸術工芸大学で共同で制作した卒業作品であり、七つの大罪のテーマに対する冷静な観察を描いている。スータリとヘルケは1996年に批評のカンヌクセットを、1997年には若手芸術家のフィンランド賞を受賞した。
1998年に公開された「白い空」は、ニッケルコンビナートが汚染した都市での家族の日常生活をドキュメンタリー化したものである。1999年の「サイプカウピアン・スンタイ」は、失業した郊外の家族の日常生活を描いており、仕事と余暇がもはや二分しない。